# 坦納·萊斯納
保羅·坦納·萊斯納（英語：Paul Tanner Leissner，1995年9月17日—）是生於美國德克薩斯州貝克薩爾縣的美國職業籃球運動員，場上位置為大前鋒，現效力於日本職業籃球聯賽的秋田北部喜悅。他曾於大學期間代表新罕布夏大學野貓隊參加大學籃球比賽，之後展開職業生涯，曾在西班牙、德國、土耳其打球。

## 大學生涯
萊斯納在新罕布夏大學野貓隊擔任了四年的先發球員。大一時，他以場均12.3分與7.2籃板領銜全隊，並獲選為美國東部聯盟年度最佳新秀與聯盟第二隊。大二時，他以場均15.9分及7.3籃板成為得分王，籃板則為隊上第二，並入選美洲東岸聯盟第一隊  。大三賽季，他再度以場均17.1分與6.9籃板入選聯盟第一隊，並帶領新罕布夏大學打進2017年美洲東部男子籃球錦標賽四強 。大四賽季，他連續第四年成為球隊得分王，場均18.7分與6.9籃板，再度入選聯盟第一隊，並獲頒新罕布夏大學年度最佳運動員。萊斯納以總得分1,962分、罰球出手675次、命中521次以及上場時間4,095分鐘，創下野貓隊史最高紀錄，此外他在121場出賽中累積862個籃板，為隊史第三。

## 職業生涯

### 埃欣根天然氣克（2018年–2019年）
萊斯納與德國第二級聯賽ProA的球隊埃欣根天然氣簽約，展開他的職業生涯。他在該賽季共出賽 33 場（其中 32 場先發），場均攻下 16.3 分與 5.4 個籃板。

### 貝爾謝巴夏普爾（2019年）
在 ProA 賽季結束後，萊斯納於2019年4月28日與以色列籃球超級聯賽的貝爾謝巴夏普爾簽約。萊斯納為球隊出賽 7 場，場均貢獻 9.0 分、3.4 個籃板及 2.4 次助攻。

### 路德維希堡巨人（2019年–2020年）
萊斯納於2019年8月2日與德國籃球甲級聯賽的路德維希堡巨人簽約，重返德國。他在 BBL 賽季中場均貢獻 10.2 分和 4.1 個籃板。

### 阿夫永市（2020年–2021年）
2020年8月1日，萊斯納與土耳其籃球超級聯賽的阿夫永市簽約。

### 維爾紐斯利杜禾斯（2021年–2022年）
2021年8月3日，萊斯納與立陶宛籃球聯賽的維爾紐斯利杜禾斯簽約。

### EWE歐登堡（2022年–2023年）
2022年7月14日，他與德國籃球甲級聯賽的 EWE歐登堡簽約。

### 帕倫西亞（2023年）
2023年7月31日，萊斯納與西班牙籃球甲級聯賽的帕倫西亞簽約。2023年11月10日，他離隊。

### 秋田北部喜悅（2023年–至今）
2023年12月1日，萊斯納與日本職業籃球聯賽的秋田北部喜悅簽約。2024年4月9日，球隊宣布與他解除合約。2024年5月14日，他重新與秋田北部喜悅隊簽約，將效力至2024–25賽季。

## 外部連結
- Tanner Leissner在fiba.basketball（英语）
- Tanner Leissner在西班牙篮球甲级联赛官網（球員）（西班牙语）
- Tanner Leissner在TBLStat.net（英语）
- Tanner Leissner在德國籃球甲級聯賽官網（存檔）（德语）
- Tanner Leissner在B聯賽官網（日语）
- Tanner Leissner在Basketball-Reference.com（國際）（英语）
- Tanner Leissner在Sports-Reference.com（NCAA）（英语）
- Tanner Leissner在Eurobasket.com（球員）（英语）
- Tanner Leissner在Proballers（英语）
- Tanner Leissner在RealGM（英语）